# Joachim Hämmerling
Joachim Hämmerling FRS (Berlim, 9 de março de 1901 — Wilhelmshaven, 5 de agosto de 1980) foi um botânico e professor alemão.
Suas experiências com a acetabulária ajudaram, em 1930, a determinar a função do núcleo no processo de diferenciação celular.